# Ненчо Илчев
Ненчо Василев Илчев е български актьор и илюзионист.

## Биография
Роден е в село Момчиловци, Смолянско. След като завършва гимназия в Смолян, учи за кратко в медицинския колеж в София преди да се ориентира към актьорското майсторство. От 1992 г. до 1996 г. учи в НАТФИЗ „Кр. Сарафов“ в класа на професор Стефан Данаилов. От 1997 г. е актьор в групата на Театъра на българската армия. Става известен в края на 90-те години с участието си в предаването „Спукано гърне“, където е водещ и показва фокуси, а след свалянето на предаването от ефир се пренася в комедийното шоу „Комиците“ по БТВ, в което представя скечове с пародия на илюзионни фокуси. Учил се е при българския илюзионист Мистер Сенко на илюзионно изкуство. През 2003 г. се снима в българския филм „Изневяра“.

## Телевизионен театър
- „Братът на Бай Ганя Балкански“ (мюзикъл, 1997)
- „Големанов“ (по Ст. Л. Костов, сц. и реж. Иван Ничев, 1995)

## Филмография
- Столичани в повече (2011 – 2019) – отец Григорий
- Велика България (2011) – (различни герои)
- Стъпки в пясъка (2010) – войника Бръмбара
- Приятелите ме наричат Чичо (тв, 2006)
- Църква за вълци (2004)
- Изневяра (2003) – Евгени Илчев, шеф на телевизия „Астра“
- Projection (късометражен) (2002) – писателят
- Опашката на дявола (2001) – внукът Исах
- Клиника на третия етаж (35-сер. тв, 1999, 2000, 2010) – (в 1 серия: II)
- Urnebesna tragedija (1995) – пациент VII